# 3115 Baily
3115 Baily è un asteroide della fascia principale. Scoperto nel 1981, presenta un'orbita caratterizzata da un semiasse maggiore pari a 2,5791980 au e da un'eccentricità di 0,1430134, inclinata di 10,18202° rispetto all'eclittica.
L'asteroide è dedicato all'astronomo inglese Francis Baily.